# Sylvie Reynaert
Pour les articles homonymes, voir Reynaert.
Sylvie Reynaert est une percussionniste française née à Tourcoing le 23 décembre 1966. Sa carrière s’articule autour de projets artistiques éclectiques, pour la plupart en formation de musique de chambre. Ses projets mêlent souvent percussions occidentales et orientales, musique traditionnelle et moderne, jazz et danse contemporaine.

## Biographie
Après avoir obtenu à l’unanimité un prix de percussion au conservatoire de Tourcoing, elle entre en 1991 au Conservatoire national supérieur de musique de Lyon dans la classe de François Dupin. En 2008, elle obtient au conservatoire de Tourcoing un Diplôme d'études musicales de jazz, spécialisé en vibraphone.
« Habituée de l’Orchestre National de Lille ainsi que d’autres orchestres, elle franchit vite le cap de la création en fondant successivement le duo Pianisticks, puis le duo Dam ».
Pianisticks, créé en 1992, remporte un an plus tard le premier prix au Concours européen de musique de chambre de la Fédération nationale des associations de parents d’élèves des Conservatoires et écoles de musique, danse et de théâtre (FNAPEC).  En 1994, il obtient aussi le prix spécial au Concours international de musique de chambre de l’UFAM. Lauréat du Tremplin des Jeunesses musicales de France, le duo part ensuite en tournée nationale avec les Jeunesses musicales de France (JMF), effectuant ainsi plus de 100 concerts entre 1994 et 1997. Le duo Dam, que Sylvie Reynaert forme en 2002 avec l’accordéoniste Casilda Rodriguez, est tourné vers de multiples formes d’expression. Son répertoire est décrit par le journal français Nord Eclair comme un « subtil mélange de la musique écrite et improvisée ».
Le Sylvie Reynaert Quartet, créé en 2007, est vite remarqué par les critiques et ouvre le 21e Tourcoing Jazz festival. En 2010, le quartet enregistre son premier album, « Around West Side »,dont les arrangements sont faits par Sylvie Reynaert.
Depuis 2010, Sylvie Reynaert joue aussi en duo avec Emmanuel Séjourné. Les deux solistes dialoguent à travers un répertoire éclectique et souvent très virtuose. Jusqu’à présent, le duo s’est fait entendre en Allemagne (Franz Liszt Akademie à Weimar), en Corée (Festival international de percussion de Séoul), en Espagne (Festival Percufest),au Japon (Nagoya, Kyoto, Tokyo), En Australie Melbourne, Sidney, Perth), au Brésil,Turquie, Chine, Danemark, Bulgarie, Pologne et en France (Week End  Paris-Percus, salle Cortot, festival Hypercuivres à Grenoble, festival Percu’Temps à Challans, festival  Les Inouïes à Arras).
Sylvie Reynaert enchaîne des collaborations régulières avec des artistes comme Franck Tortiller, Eric Truffaz, Jean-Pierre Como, Renaud Garcia-Fons, Adel Shams El Din, Carlo Rizzo, et Ravi Prasad.
Elle travaille aussi occasionnellement en soliste avec divers orchestres tels que L’Orchestre national de Lille, La Grande Écurie et la Chambre du Roy, Orchestre Flandres Wallonne, ou Opéra national de Lorraine. 
Elle est active dans les musiques improvisées et dans la création d’œuvres contemporaines. Elle est notamment sollicitée en 2008 par le Centre Chorégraphique National de Roubaix pour un spectacle basé sur l’improvisation musicale et chorégraphique, sous la direction de Carolyn Carlson. La même année, elle réalise des performances de concerts improvisés avec le peintre Mathias Duhamel, et crée le duo "Peau d'âne" avec la poète Sylvie Nève  . En 2009, elle crée en duo avec le saxophoniste Michel Supéra un Concerto pour saxophone, marimba et orchestre d’harmonie de Jacques Schab. Le duo compose aussi la musique du court-métrage « Carton rouge » sur un scénario de Jean-Marie Lantez (2010), qui sera inscrit au 36e Festival international du court métrage de Clermont-Ferrand. En 2011, Sylvie Reynaert rejoint l’ensemble contemporain Accroche-Note, avec lequel elle crée, en 2012, « Liens d’espaces » de Dominique Lemaître, et depuis 2012, elle travaille occasionnellement avec l’ensemble contemporain luxembourgeois Lucilin.
Sylvie Reynaert s’investit aussi dans l’enseignement. Professeur d’enseignement artistique, elle enseigne la percussion au Conservatoire d'Arras de 2001 à 2012, au conservatoire du 11e arrondissement de Paris  de 2012 à 2015, au Conservatoire de Strasbourg depuis 2015.
En tant qu’enseignante, elle a créé des orchestres de percussions rassemblant de jeunes percussionnistes sur des commandes d’œuvres telles que Issa (40 percussionnistes, chœur d’enfants, ténor et soprano), et Alcyan (grand ensemble de percussions et chœur mixte)  du compositeur Emmanuel Séjourné,  Smoke on the Water de Deep Purple (arrangement et réécriture de Jean Christophe Cheneval), et autour de la musique de  Frank Zappa (arrangements de Jean-Luc Rimey-Meille), avec l’orchestre « Sticks on Zappa », crée pour l’occasion.
Notamment, en 2013 elle crée l'Orchestre des Jeunes Percussionnistes de Paris réunissant les élèves de tous les conservatoires de Paris.
Elle a aussi créé, en 2002, une association Percutemps, qui a pour le but de promouvoir la musique pour percussions sous toutes ses formes, notamment par des concerts, stages, spectacles vivants, master-classes, enregistrements, musique de chambre, animations, créations et éditions.

## Discographie
- Album « Pianisticks » avec la musique de Léonard Bernstein - Percutemps 1994
- Album «  Le Centre » classe de jazz de l’ENM de Tourcoing - Percutemps 2000
- Album « Issa » avec la musique d’Emmanuel Séjourné - Percutemps 2005
- Album « Around West Side » Sylvie Reynaert Quartet - Percutemps 2010 [7]